# Clackmannanshire
Clackmannanshire (Schots-Gaelisch: Siorrachd Chlach Mhannainn) is een raadsgebied (council area), lieutenancy area en historische graafschap in het midden van Schotland. De hoofdplaats is Alloa, het raadsgebied heeft een oppervlakte van 159 km² en 51.400 inwoners (2017).

## Plaatsen
- Alloa
- Alva
- Clackmannan
- Coalsnaughton
- Devonside
- Dollar
- Fishcross
- Glenochil
- Menstrie
- Muckhart
- Sauchie
- Tillicoultry
- Tullibody

Aberdeen · Aberdeenshire · Angus · Argyll and Bute · City of Edinburgh · Clackmannanshire · Dumfries and Galloway · Dundee City · East Ayrshire · East Dunbartonshire · East Lothian · East Renfrewshire · Falkirk · Fife · Glasgow City · Highland · Inverclyde · Midlothian · Moray · Na h-Eileanan Siar (Buiten-Hebriden) · North Ayrshire · North Lanarkshire · Orkney Islands · Perth and Kinross · Renfrewshire · Scottish Borders · Shetland Islands · South Ayrshire · South Lanarkshire · Stirling · West Dunbartonshire · West Lothian
Zie ook: lieutenancy areas, de vroegere regio's en graafschappen